# Coleonyx
Genre
Coleonyx est un genre de gecko de la famille des Eublepharidae. Les espèces de ce genre sont parfois appelées Geckos à paupières

## Répartition
Les huit espèces de ce genre se rencontrent dans le sud de l'Amérique du Nord et en Amérique centrale.

## Description
Ce sont des geckos de taille moyenne. Ils ont en général une queue relativement épaisse, et des motifs en rayure et/ou en bandes irrégulières. Ils sont par ailleurs terrestres et nocturnes, et vivent dans des milieux plutôt arides.

## Liste des espèces
Selon The Reptile Database (3 septembre 2014) :
- Coleonyx brevis Stejneger, 1893
- Coleonyx elegans Gray, 1845
- Coleonyx fasciatus (Boulenger, 1885)
- Coleonyx gypsicolus Grismer & Ottlery, 1988
- Coleonyx mitratus (Peters, 1863)
- Coleonyx reticulatus Davis & Dixon, 1958
- Coleonyx switaki (Murphy, 1974)
- Coleonyx variegatus (Baird, 1858)

## Publication originale
- Gray, 1845 : Description of a new genus of night lizards from Belize. Annals and Magazine of Natural History, sér. 1, vol. 16, p. 162-163 (texte intégral).